# Hoffmann-von-Fallersleben-Schule Braunschweig
Die Hoffmann-von-Fallersleben-Schule ist ein 1876 gegründetes Gymnasium in Braunschweig. Namensgeber ist der deutsche Germanist und Dichter August Heinrich Hoffmann von Fallersleben. An zwei Standorten werden knapp 900 Schüler von ca. 80 Lehrern unterrichtet. Sie ist eine offene Ganztagsschule.

## Geschichte

### 1876 bis 1945
Im Gegensatz zu den anderen, herzöglichen, Gymnasien Braunschweigs stand die Hoffmann-von-Fallersleben-Schule immer unter städtischer, bürgerlicher Leitung. Die erste Klasse der neu gegründeten, eigenständigen städtischen Realschule wurde 1876 nach dem neuen Konzept der naturwissenschaftlichen und berufsbezogenen Bildung (Vorbereitung für das Studium an der Technische Universität Braunschweig) eingerichtet. Der Großteil der Schülerschaft entstammte bis in die Mitte des 20. Jahrhunderts der bürgerlichen Mittelschicht selbstständiger Handwerksmeister und Gewerbetreibender, Kaufleute u. a. Dienstleister.
Im selben Jahr wurde die Schule als eigenständig anerkannt, sie erhielt ein eigenes Schulgebäude gegenüber der „Brüdernkirche“ („Hintern Brüdern“, heute ein multifunktionales Geschäftsgebäude) in der Braunschweiger Innenstadt. Ein Jahr später fand der Umzug der Klassen dorthin statt.
Sieben Jahre später, 1883, erhielt die Schule das Recht zur Vergabe des Abiturs und wurde umbenannt in „Städtische Oberrealschule“. Mit diesem neuen Schultyp sollten technische und gewerbliche Berufe gefördert werden. Die erste Abiturvergabe fand 1887 statt.
Das Unterrichtsangebot wurde im Jahre 1894 um die Bereiche der historischen und sprachlichen Fächer erweitert. Die daraus entstandene schwerpunktmäßige Ausrichtung auf Technik, Fremdsprachen und Wirtschaft hat sich, trotz vielfältiger Vereinheitlichungsgesuche der Politik, über alle Situationen bis heute erhalten.
Im Zuge des vor dem Ersten Weltkrieg wachsenden Nationalismus und der zunehmenden Akzeptanz der Monarchie in weiten Teilen der Bevölkerung trug die Schule von 1913 an den Namen des in diesem Jahr abtretenden braunschweigischen Regenten Herzog Johann Albrecht (1857–1920): „Herzog Johann Albrecht Oberrealschule“.
Erst zum Ende der Weimarer Republik wurde die Schule auf internen Vorschlag hin erneut umbenannt. Ab 1929 erhielt sie – auch als sichtbares Zeichen des Endes der Monarchie – wieder ihren alten Namen zurück: „Städtische Oberrealschule Hintern Brüdern“.
Unter der nationalsozialistischen Regierung wurde die Oberrealschule zum Gymnasium aufgewertet und dann 1941 nach dem Dichter des Deutschlandliedes benannt: „Hoffmann-von-Fallersleben-Gymnasium“. Damit hatte die Lehrerschaft eine Benennung der Schule nach dem NS-Politiker Kurt Schmalz abwehren können. 

### 1945 bis heute
Im Zweiten Weltkrieg wurde das Schulgebäude „Hintern Brüdern“ durch wiederholte Bombardierungen Braunschweigs fast vollständig zerstört. Doch bereits 1945 nahm die Schule ihren Betrieb in den Räumlichkeiten anderer Schulen provisorisch wieder auf. An der HvF wurde als erste der Region 1951 der koedukative Unterricht eingeführt. Sie war damit wegweisend für die Schulkultur in der Region.
Als eine der letzten Schulen erhielt das Gymnasium 1952 ein neues Gebäude am Sackring im westlichen Ringgebiet; die Situation hinsichtlich des Raumangebotes blieb aber bis Ende der 1970er Jahre prekär. Mehrere Klassen und Kurse wurden in anderen Gebäuden unterrichtet.
In den 1960er und 1970er galt die Schule (sowohl Lehrer- als auch Schülerschaft) in der Region als fortschrittlich und liberal. Inwiefern hierfür das Schülerpotenzial aus den Bereichen des westlichen Ringgebietes, das in Braunschweig einen sozialen Hotspot darstellt, des Kanzlerfeldes und früher auch der ländliche Raum bis Vechelde verantwortlich zu machen sind, erscheint fraglich, aber durchaus bedenkenswert.
Nach der Schließung des städtischen Schwimmbades „Bad am Sackring“ wurde 1998 – von der früheren Planung her längst überfällig – in dessen umgebauten Räumlichkeiten die neue Aula der Schule eingeweiht. Diese größte schulische Aula Braunschweigs wird neben der schulischen Nutzung auch für Veranstaltungen der etablierten Parteien, Stadtteilmessen, Podiumsdiskussionen und vieles andere mehr genutzt.
Zur Feier des 125-jährigen Jubiläum fand 2001 eine Festwoche statt, in deren Verlauf man sich der historischen Wurzeln dieser Schule vergewisserte.
Infolge der Auflösung der Orientierungsstufe durch die Niedersächsische Landesregierung wurde die Hoffmann-von-Fallersleben Schule 2004 vom 7- zum 9-stufigen Gymnasium und bekam als Außenstelle die ehemalige OS Lehndorf als Schulgebäude hinzu. Nach der Umstellung der Sekundarstufe II auf die Profiloberstufe durch den Kultusminister wurden neben dem verbindlichen mathematisch-naturwissenschaftlichen und sprachlichen ein künstlerisch-musisches und ein gesellschaftswissenschaftliches Profil als HvF-spezifisches Wirtschaftsprofil eingerichtet. Spanisch etablierte sich als weitere zweite reguläre Fremdsprache neben Französisch und Latein und entwickelt sich seitdem gut.
Im Rahmen des Schulsanierungsprojektes der Stadt Braunschweig wurde im Sommer des Jahres 2008 der Bau eines Nebengebäudes mit vier Klassenräumen, einer Cafeteria, einer Mediothek und einer Bibliothek fertiggestellt.
Schulleiterin ist seit 2016 Ilona Gerhardy-Grotjan.

## Schulische Angebote

### Profiloberstufe
In der Oberstufe bietet die Schule neben einem naturwissenschaftlichen und einem sprachlichen Profil auch einen gesellschaftlichen sowie einen musisch-künstlerischen Schwerpunkt an. 

### Fremdsprachen
Neben den normalen Unterrichtsfächern Englisch, Spanisch, Französisch und Latein bietet die Schule nach Bedarf Chinesisch als freiwillige Arbeitsgemeinschaft an.
Außerdem besteht die Möglichkeit über Vorbereitungskurse diverse Sprachzertifikate zu erwerben: das London Chamber of Commerce & Industry (LCCI)-Zertifikat (Englisch für Business), das DELF/DALF und DELE. Der erfolgreiche Abschluss dieser Prüfungen berechtigt meist auch zum Besuch universitärer Einrichtungen im fremdsprachigen (z. B. England, Frankreich, Spanien) Ausland. Außerdem wird der Projektkurs Science-English angeboten.
Sowohl Einzelpersonen als auch Schulklassen haben in den letzten Jahren erfolgreich an nationalen und internationalen Fremdsprachewettbewerben (z. B. des französischen Fernsehsenders TV5 oder des spanischen Instituto Cervantes) teilgenommen.
Hinzu kommen zahlreiche Austauschfahrten, z. B. nach Bury (Frankreich, 8. Klasse), Sevilla (Spanien, 10. Klasse) und Omaha (USA, 12. Klasse). Darüber hinaus finden Studienfahrten nach Trier (8. Klasse, Lateinschüler) und nach Herne Bay (England, 10. Klasse) statt.

### Naturwissenschaften
Neben den naturwissenschaftlichen Schwerpunkten im Unterricht finden sich zahlreiche Angebote im AG-Bereich. So beschäftigen sich Schüler mit digitalen Speichertechniken, haben ein Rasterkraftmikroskop aufgebaut, arbeiten an aktuellen chemischen und technischen Fragestellungen und im Bereich des Umweltschutzes, führen geophysikalische Messungen durch oder beschäftigen sich mit GPS-Signalen. Unter anderem nehmen Gruppen regelmäßig bei "Jugend forscht" (in Chemie und Physik) und an der „Chemie-Olympiade“ teil und präsentieren Ergebnisse auf der Cebit im Projekt „Galileo macht Schule“. Für Erfolge in den genannten Projekten wurde die Schule mehrfach ausgezeichnet und gehört damit zu den 10 erfolgreichsten Schulen Deutschlands. Aktuell haben Schüler im Bundesfinale von Jugend forscht gestanden (1986, 2013 eine Gruppe, 2014 zwei Gruppen) und international beim CASTIC-Wettbewerb (2014) in China eine Silbermedaille gewonnen.
Auch das Projekt „ITech3-Informationstechnik“ im Bereich der Robotik ist zu erwähnen sowie die naturwissenschaftlichen Untersuchungen am Dowe-See in Braunschweig.

### Wirtschaft und Gesellschaft
Ein Schwerpunkt der Schule liegt im Bereich Wirtschaft; angeboten werden Kurse in Wirtschaftslehre sowie die AG Business-English (LCCI-Zertifikat), „Management Information Game“ und Rhetorik & Präsentation.
Als Mitbegründer eines Regionalsets beteiligt sich die HvF jährlich an Projekten wie „Jugend debattiert“ und ist dabei sowohl auf Bezirks- als auch auf Landesebene, und zuletzt 2015 sogar auf Bundesebene, sehr erfolgreich.

### Musik, Kunst, Kultur
Im Gegensatz zu vielen anderen Schulen sind die Fächer Kunst und Musik gleichberechtigt; sie sind in einem gemeinsamen Profil untergebracht. Zu den besonderen Angeboten gehören Projekte zur Bildhauerei, zur Fotografie, auch gibt es ein schuleigenes Orchester und Theater für alle Altersstufen.

## Besonderheiten

### Theater/Darstellendes Spiel (DS)
Auf freiwilliger Basis hat sich eine rege Betätigung im Bereich Theater/„Darstellendes Spiel“ entwickelt. Es gibt sowohl ein Oberstufentheater, ein Fremdsprachentheater und ein Lehrerkabarett. Alle Aufführungen finden stets große Aufmerksamkeit und Lob beim Publikum und in der lokalen und regionalen Presse. Seit 2010 gibt es DS auch als Unterrichtsfach an der HvF (Jahrgang 10-12). Neben der Praxis kommt hier auch die Theorie zu ihrem Recht.

### IServ
Im Fach Informatik wurde von einer Schülergruppe der Schulserver IServ entwickelt. Dieses System ist heute wichtiger Bestandteil von Unterricht und Kommunikation an fast 1000 Schulen in Deutschland und brachte den Entwicklern viel Aufmerksamkeit in den Medien ein.

### Schülerfirma
Seit 2017 existiert die Schülerfirma „HvFair“, welche in einem eigenen Pausenverkauf fairgehandelte Produkte verkauft. Im Rahmen dessen können die Schülerinnen und Schüler unternehmerische bzw. kaufmännische Kompetenzen erwerben.

### Sport
Im Bereich Sport liegen die Schwerpunkte der Schule auf Hockey und Leichtathletik. Bei den stadtinternen Schulwettbewerben und bei „Jugend trainiert für Olympia“ wurden bereits eine große Anzahl an Erfolgen erzielt. Es gibt überdurchschnittlich viele Schüler, die in ihren jeweiligen Sportarten (Hockey, Handball, Basketball, Kanu, Triathlon, Leichtathletik) entweder national oder international Erfolge oder Berufungen in Länderauswahlen oder hochklassig spielende Mannschaften vorweisen können.
Ein besonderes Augenmerk liegt auf Ausdauersport. So finden regelmäßig das „Alpenprojekt“ (Hochgebirgswandertour) und die Skiwoche statt sowie gelegentlich Laufprojekte (z. B. Stafettenlauf Braunschweig – Zugspitze (2001) und Braunschweig – Wolsztyn/Polen (2002)).

### Außenstelle Lehndorf
Die Außenstelle in Lehndorf existiert seit 2004. Dort werden in den fünften und sechsten Klassen ca. 250 Schülerinnen und Schülern unterrichtet.

## Bekannte Abgänger der Schule
- Jasper Balke (* 1997), Abiturjahrgang 2016, Politiker (Bündnis 90/Die Grünen)
- Fritz Büsching (* 1940), Abiturjahrgang 1961, Wissenschaftler
- Eckhart Diestel, Abiturjahrgang 1977, international tätiger Kardiologe
- Burkhard Driest (1939–2020), Abiturjahrgang 1961, Schauspieler

- Hansjörg Felmy (1931–2007), an der Schule in den 1940er Jahren, Schauspieler
- Harald Krüger (* 1965), Abiturjahrgang 1984, Manager, seit Mai 2015 Vorstandsvorsitzender der BMW AG
- Wolfgang Kubicki (* 1952), Abiturjahrgang 1970, Politiker (FDP), Landtags- und Bundestagsabgeordneter
- Klaus Meyer, Abiturjahrgang 1983, Professor in Internationales Management, China Europe International Business School, Shanghai[5]
- Detlef Michel (* 1944), Abiturjahrgang 1964, Schriftsteller
- Jürgen Moll (1939–1968), Abiturjahrgang 1957, 1967 mit Eintracht Braunschweig Deutscher Fußballmeister
- Horst Möller (* 1943), Abiturjahrgang 1963, Historiker, ehemaliger Direktor des Instituts für Zeitgeschichte
- Alke Overbeck (* 1988), Abiturjahrgang 2007, Kanusportlerin
- Ralf Seppelt (* 1969), Abiturjahrgang 1988, Mathematiker und Landschaftsökologe am Helmholtz Zentrum für Umweltforschung und der Martin-Luther Universität Halle-Wittenberg
- Robin Smeulders (* 1987), Abiturjahrgang 2006, Basketballer, EWE Baskets Oldenburg
- Lutz Stroppe (* 1956), Abiturjahrgang 1976, Büroleiter von Alt-Bundeskanzler Helmut Kohl, Staatssekretär
- Theo Vennemann (* 1937), Abiturjahrgang 1957, Sprachwissenschaftler
- Harald Weiss (* 1949), Abiturjahrgang 1968, Komponist und Regisseur